# 聖菲埃爾多拉多 (新墨西哥州)
聖菲埃爾多拉多（英語：Eldorado at Santa Fe）是位於美國新墨西哥州聖菲縣的普查規定居民點。

## 人口
根據2020年美國人口普查的數據，聖菲埃爾多拉多的面積為53.82平方千米，皆為陸地。當地共有人口6005人，而人口密度為每平方千米111.58人。